# Weidenthal

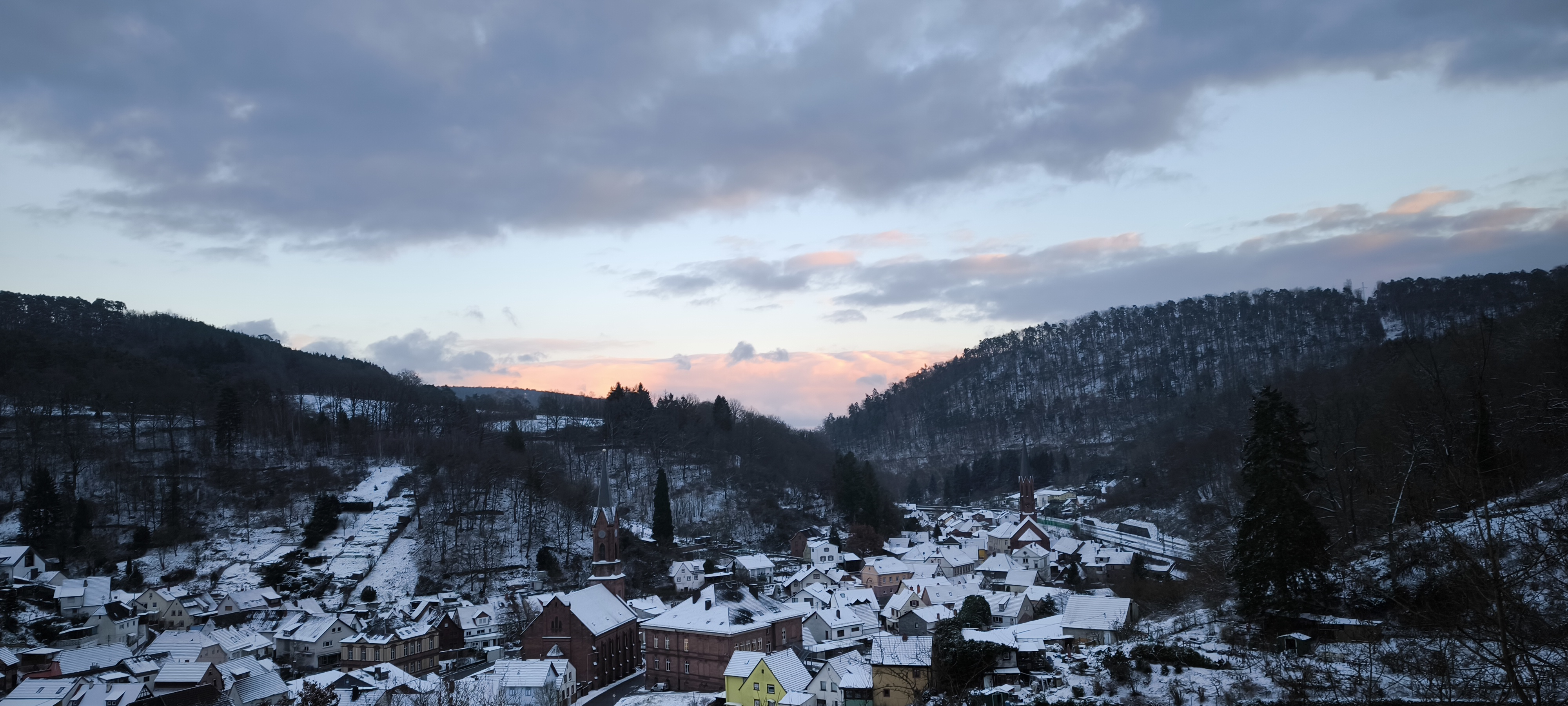
Ortsbild von Weidenthal (Januar 2024)

Weidenthal ist eine Ortsgemeinde im Landkreis Bad Dürkheim in Rheinland-Pfalz. Sie gehört der Verbandsgemeinde Lambrecht (Pfalz) an, innerhalb derer sie gemessen an der Einwohnerzahl die drittgrößte Ortsgemeinde darstellt.

## Geographie

### Lage
Weidenthal liegt inmitten des Pfälzerwaldes in der Region Pfalz. Zur Gemeinde gehören auch die Wohnplätze Eisenkehl, Mainzertal, Forsthaus Morschbacherhof, Parkettfabrik und Steinbruch Rußmühle. Nachbargemeinden sind – im Uhrzeigersinn – Bad Dürkheim, Neidenfels, Frankeneck, Esthal, Elmstein, Waldleiningen und Frankenstein.

### Erhebungen
In unmittelbarer Nähe des Siedlungsgebiets befindet sich das Köpfel und südlich von ihm der Eulenberg. Im Westen der Gemarkung erheben sich der 506 Meter hohe Mollenkopf sowie der 477 Meter hohe Heidenkopf und unmittelbar an der Gemarkungsgrenze zu Waldleiningen der Eselsohler Berg sowie im Bereich des Gemarkungsdreiecks Waldleiningen/Weidenthal/Frankenstein dessen 439 Meter messenden Ausläufer Hohe Loog. Im Gemarkungsdreieck mit Neidenfels sowie Frankeneck erstreckt sich außerdem der Kleine Pflasterberg.

### Gewässer
Mitten durch die Gemeinde fließt der Hochspeyerbach. Innerhalb der Gemarkung münden in diesen nacheinander jeweils von rechts der Langentalbach, der Weisenbach und der Rußmühlenbach. Im Westen des Gemeindegebiets abseits der Bebauung entspringt der nach Norden fließende Bittenbach, der jenseits der Gemarkung von Weidenthal in den Leinbach mündet.

### Geologie
Vor Ort dominiert der Buntsandstein.

## Geschichte
Der Ort wurde 1247 als „Wydentall“ erstmals urkundlich erwähnt und war im Besitz der Herren von Frankenstein, die ein Lehen des Klosters Limburg ausübten, das später teilweise an die Ritter von Hirschhorn überging. Mit deren Aussterben fiel die Gemeinde 1709 vollständig an die Kurpfalz, zu der sie bis zum Ende des 18. Jahrhunderts gehörte und unterstand dort dem Oberamt Neustadt. Bereits zuvor wurde das Dorf im Dreißigjährigen Krieg beinahe völlig entvölkert. Im Jahr 1802 lebten 674 Menschen in der Gemeinde: 382 Katholiken, 251 Reformierte und 41 Lutheraner.
Im Zuge des Ersten Koalitionskriegs fand vor Ort ein Gefecht statt. Nach 1792 hatten französische Revolutionstruppen die Region besetzt und nach dem Frieden von Campo Formio (1797) annektiert. Von 1798 bis 1814 gehörte das Dorf zum französischen Departement Donnersberg, war dem Kanton Neustadt zugeordnet und besaß eine eigene Mairie. Aufgrund der auf dem Wiener Kongress (1815) getroffenen Vereinbarungen und einem Tauschvertrag mit Österreich kam die Region 1816 zum Königreich Bayern. Ab 1818 war die Gemeinde Weidenthal dem Landkommissariat Neustadt im bayerischen Rheinkreis, später dem Bezirksamt Neustadt an der Haardt zugeordnet, aus dem 1938 der Landkreis Neustadt an der Weinstraße hervorging.
Nach dem Zweiten Weltkrieg war Weidenthal ein Teil der französischen Besatzungszone und wurde in das 1946 neu gebildete Land Rheinland-Pfalz eingegliedert. Im Zuge der ersten rheinland-pfälzischen Verwaltungsreform wechselte Weidenthal 1969 in den neu geschaffenen Landkreis Bad Dürkheim. Drei Jahre später wurde die Gemeinde ein Bestandteil der ebenfalls neu entstandenen Verbandsgemeinde Lambrecht (Pfalz).

### Einwohnerstatistik
Die Entwicklung der Einwohnerzahl von Weidenthal, die Werte von 1871 bis 1987 beruhen auf Volkszählungen:
| Jahr | Einwohner |
| ---- | --------- |
| 1815 | 726       |
| 1835 | 1.028     |
| 1871 | 1.355     |
| 1905 | 1.625     |
| 1939 | 1.910     |
| 1950 | 2.180     |
| 1961 | 2.565     |

| Jahr | Einwohner |
| ---- | --------- |
| 1970 | 2.567     |
| 1987 | 2.107     |
| 1997 | 2.100     |
| 2005 | 2.010     |
| 2010 | 1.867     |
| 2017 | 1.746     |
| 2023 | 1.634     |

### Konfessionsstatistik
2013 waren 42,0 % der Einwohner evangelisch und 37,4 % katholisch. Die übrigen 20,6 % gehörten einer anderen Glaubensgemeinschaft an oder waren konfessionslos. Mit Stand Ende Februar 2025 waren 35,6 % der Einwohner evangelisch, 27,5 % katholisch und 36,9 % gehörten einer anderen Glaubensgemeinschaft an oder waren konfessionslos.

### Christentum

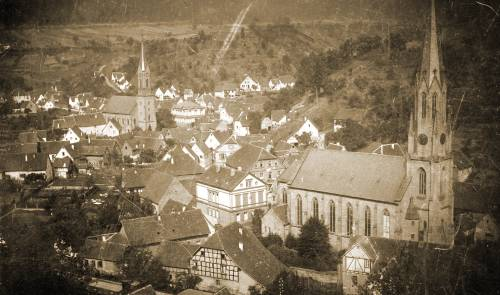
Blick auf die beiden Kirchen im Jahr 1897; links die evangelische Kirche, rechts die katholische Kirche

Weidenthal hatte eine eigenständige katholische Pfarrgemeinde im Dekanat Bad Dürkheim innerhalb des Bistums Speyer, die seit 2016 eine Filiale der in Lambrecht ansässigen Pfarrei Heiliger Johannes XXIII. ist. Die katholische Kirche ist eine der bedeutendsten neugotischen Kirchen der Pfalz.
Gemeinsam mit den Nachbarorten Frankenstein und Neidenfels existiert eine protestantische Kirchengemeinde, die zur Protestantischen Landeskirche Pfalz gehört.

## Politik

### Gemeinderat
Der Gemeinderat in Weidenthal besteht aus 16 Ratsmitgliedern, die bei der Kommunalwahl am 9. Juni 2024 in einer personalisierten Verhältniswahl gewählt wurden, und dem ehrenamtlichen Ortsbürgermeister als Vorsitzendem.
Die Sitzverteilung im Gemeinderat:
| Wahl | SPD | CDU | FWG | BSW | LINKE | WGR | Gesamt   |
| ---- | --- | --- | --- | --- | ----- | --- | -------- |
| 2024 | 4   | 10  | –   | 2   | –     | –   | 16 Sitze |
| 2019 | 3   | 9   | 3   | –   | 1     | –   | 16 Sitze |
| 2014 | 6   | 5   | 3   | –   | 2     | –   | 16 Sitze |
| 2009 | 5   | 5   | 5   | –   | 1     | –   | 16 Sitze |
| 2004 | 4   | 4   | 7   | –   | –     | 1   | 16 Sitze |

- FWG = Freie Wählergruppe Talgemeinden e. V.

### Bürgermeister
Ortsbürgermeister ist Ralf Kretner (CDU). Bei der Direktwahl am 26. Mai 2019 wurde er mit einem Stimmenanteil von 61,88 % gewählt und ist damit Nachfolger von Bernhard Groborz (SPD), der nicht mehr für dieses Amt angetreten war. Bei der Direktwahl am 9. Juni 2024 setzte sich Kretner mit 65,3 % gegen einen Mitbewerber durch.
Bis 2009 hatte Paul Mar von der FWG dieses Amt inne.

### Wappen
| Wappen von Weidenthal | Blasonierung: „In Silber ein aufrecht gestellter wachsender goldener Krummstab mit linksgewendeter Krümme (Abtsstab).“                                                           |
| Wappen von Weidenthal | Wappenbegründung: Es wurde 1845 vom bayerischen König genehmigt und geht zurück auf ein Gerichtssiegel von 1747. Es erinnert an den ehemaligen Lehnsherren, den Abt von Limburg. |

## Kultur und Sehenswürdigkeiten

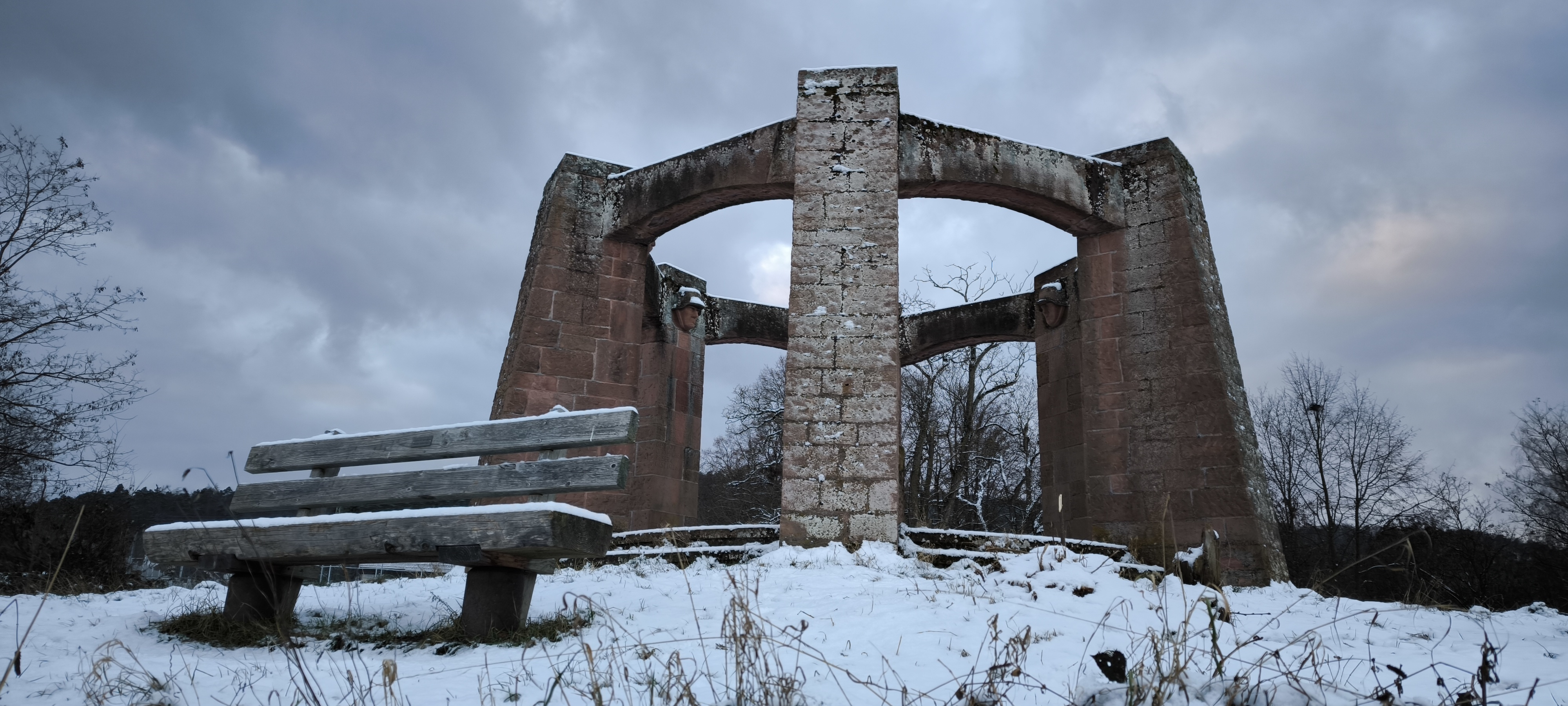
Kriegerdenkmal 1914–18 - Köpfel im Winter (Januar 2024)

### Kulturdenkmäler
Vor Ort existieren insgesamt 28 Objekte, die unter Denkmalschutz stehen, darunter die Betzenkammer und das Kriegerdenkmal. Letzteres befindet sich auf dem Köpfel und ist eines der Wahrzeichen Weidenthals; von dem Standpunkt des Denkmals ist ein Panoramablick über das gesamte Dorf möglich. Es besitzt eine gewisse Ähnlichkeit zum Turnerehrenmal in Deidesheim.

### Sonstige Bauwerke
Auf dem Friedhof ist außerdem eine 1954 errichtete Gedenkstätte an die Vertriebenen vorhanden. Zudem existiert vor Ort ein sogenanntes Fünfwundenkreuz.

### Natur
Die Ortsgemeinde liegt im Naturpark Pfälzerwald, der wiederum zum Biosphärenreservat Pfälzerwald-Vosges du Nord gehört. Weidenthal besitzt als Schwimmbad einen Naturbadeweiher.

### Vereine
Mit dem FC Wacker Weidenthal existiert ein Fußballverein mit eigenem Hartplatz, dem Karl-Heinz-Sportplatz. Dieser ist  an dem JFV Leinbach 2014 e. V. beteiligt. Hinzu kommen ein Turnverein mit eigenem Wettkampfplatz, eigener Aschenbahn und einem Tennisplatz – zwei Sandplätze, einem Teerplatz und einer Tenniswand – sowie ein Schützenverein mit eigenen Schießbahnen in verschiedenen Größen. Außerdem existiert eine Turn- und Mehrzweckhalle, die von allen Vereinen sowie den beiden Kindergärten und der Grundschule genutzt wird. Der Tennisverein wurde im Jahre 2019 in den Turnverein 1908 e. V. Weidenthal integriert.
Weidenthal verfügt zusammen mit dem Nachbarort Frankenstein über eine Ortsgruppe des Pfälzerwald-Vereins, die 2006 mit der Eichendorff-Plakette ausgezeichnet wurde.

### Veranstaltungen
Einmal im Jahr findet die Weidenthaler Kerwe statt. Die Corpsstudentenvereinigung Krischertisch aus Neustadt übernahm ab 1908 jährlich eine Osterfahrt, die unter anderem über Weidenthal führte.
Seit 2007 wird alljährlich der Weltmeister im Weihnachtsbaumwerfen in Weidenthal ermittelt und ist mittlerweile weltweit in Presse und Funk ein regelmäßiger Programmpunkt. Die Veranstaltung findet Anfang Januar im Rahmen des Knutfestes auf dem Sportplatz des FC Wacker Weidenthal statt.
Seit August 2007 findet jährlich ein nächtliches Mountainbike-Rennen auf dem Gelände des Turnvereins Weidenthal namens Schlaflos im Sattel statt. Der jährliche leicht unterschiedliche Rundkurs hat eine Länge von etwa zehn bis zwölf Kilometern. Er beginnt im Erdbeertal und verläuft anschließend über den Stempelweg in die Weissenbach und dann über eine Schleife über das Maifeld wieder zurück ins Erdbeertal.

## Wirtschaft und Infrastruktur

### Wirtschaft
Die Pfälzische Parkettfabrick Weidenthal, LBM Zerspanungstechnik und die Schreinerei Fuder sind die drei verbliebenen größeren Betriebe in Weidenthal. Das letzte große örtliche Unternehmen Chemiefabrik E. Baumheier stellte 1996 den Betrieb ein und das Gelände wurde später verkauft. Die Fabrik in der Dorfmitte hatte bereits Jahre zuvor den Betrieb eingestellt; dort befindet sich mittlerweile der S-Bahn-Haltepunkt. 1865 wurde in Weidenthal eine Sparkasse gegründet, die über mehrere Fusionen in der Sparkasse Rhein-Haardt aufging.

### Verkehr

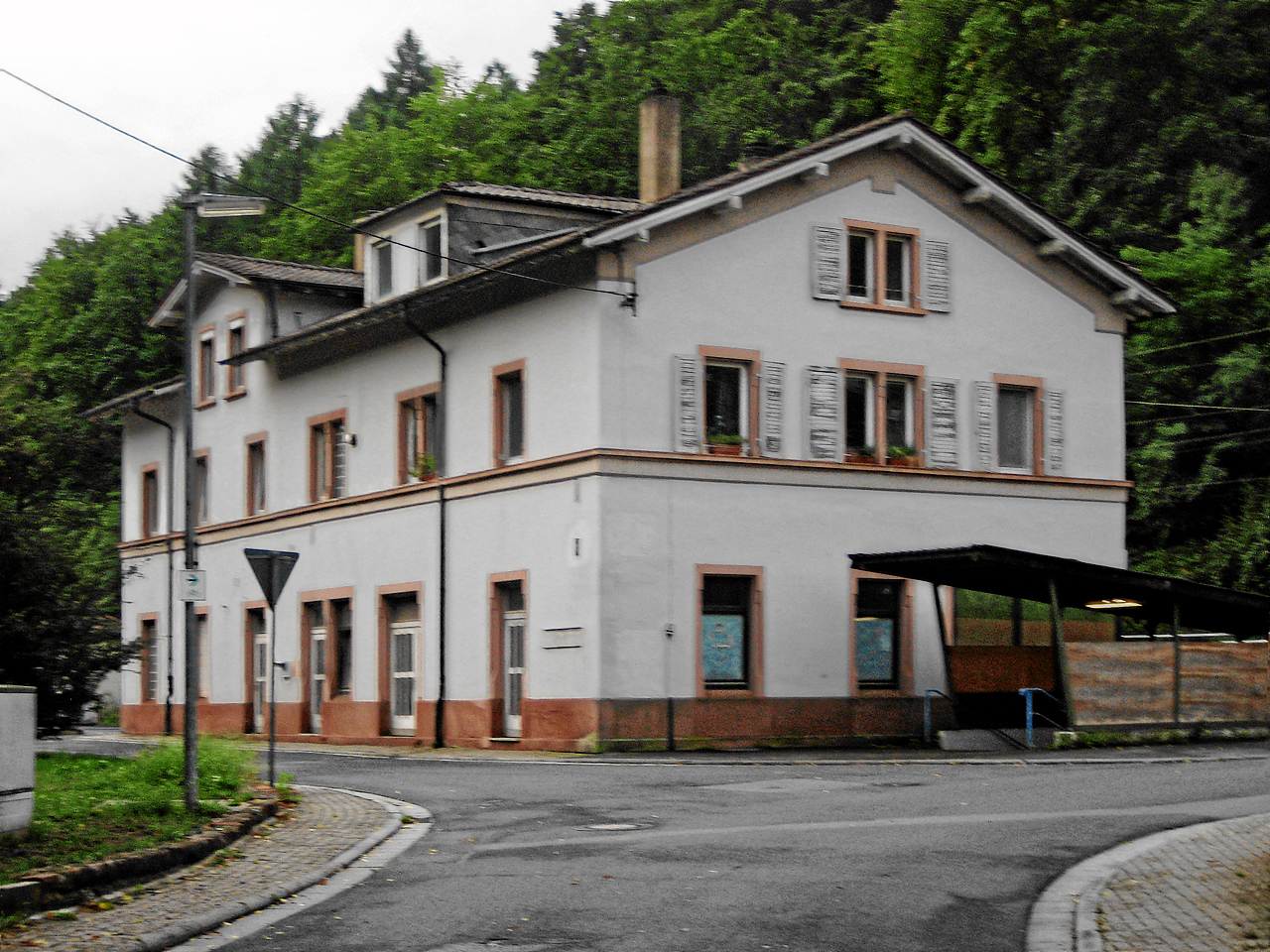
Ehemaliges Empfangsgebäude des Bahnhof Weidenthal

Der Bahnhof Weidenthal wurde 1849 in Betrieb genommen, als die Pfälzische Ludwigsbahn auf voller Länge eröffnet wurde und aus der später die Bahnstrecke Mannheim–Saarbrücken hervorging. Die Bahnsteige befanden sich früher im südlichen Bahnhofsbereich, ehe sie 2003 800 Meter weiter nördlich in Richtung Dorfmitte verlegt wurden. Seither halten die Züge der S-Bahn RheinNeckar an dieser Stelle. Die Linien S1 und S2 stellen direkte Verbindungen nach Kaiserslautern sowie Homburg im Westen und Ludwigshafen, Mannheim und Heidelberg im Osten her. Weidenthal gehört zum Tarifgebiet des Verkehrsverbunds Rhein-Neckar.
Entlang der Bahnstrecke liegen auf der Gemarkung der Gemeinde der Schönberg-Langeck-Tunnel, der Gipp-Tunnel, der Köpfle-Tunnel und der südliche Teil des Eisenkeil-Tunnels.
Durch das Dorf verläuft die Bundesstraße 39 die von Hockenheim nach Frankenstein führt. Außerdem ist die Gemeinde Ausgangspunkt der Kreisstraße 38, die über das Waldhaus Schwarzsohl nach Elmstein führt.

### Tourismus
Weidenthal liegt am mit einem blauen Balken gekennzeichnete Fernwanderweg Staudernheim–Soultz-sous-Forêts sowie an der Route eines Wanderweges, der mit einem weiß-grünen Balken markiert ist. Durch die Gemeinde verläuft ein Wanderweg, der mit einem grünen Kreuz markiert ist und der von Freinsheim bis zum Erlenkopf führt sowie ein mit einem gelb-roten Balken gekennzeichneter Weg von der Burg Lichtenberg bis nach Wachenheim.

### Bildung
Vor Ort existiert eine Grundschule und es gibt zwei Kindergärten.

## Persönlichkeiten

### Ehrenbürger
Für herausragende Verdienste um die Gemeinde wurden geehrt:
- Friedrich Laubscher, Pfarrer, verliehen am 7. Januar 1979
- Emil Groh, Dekan, verliehen im Januar 1996
- Oskar Schöttner, verliehen am 16. Januar 2000
- Ernst Niederberger (1928 – 2008), kaufmännischer Angestellter, von 1972 bis 2004 Ortsbürgermeister, verliehen am 13. Januar 2008; darüber hinaus seit 2007 Träger des Bundesverdienstkreuzes
- Siegfried Held, verliehen am 13. Januar 2008

### Bundesverdienstkreuz – Verdienstorden der BRD
- 1971 – Albert Host
- 1974 – Schwester Lioba
- 1977 – Karl Hentz
- 1982 – Peter Dick
- 1983 – Karl Ritter (1916–1994), Politiker (SPD), von 1969 bis 1971 Ortsbürgermeister von Weidenthal
- 2007 - Ernst Niederberger (1928–2008), Politiker (SPD), Bürgermeister von Weidenthal von 1972 – 1984 und 1989 – 2004

### Ehrennadel des Landes Rheinland-Pfalz
- 1975 – Hermann Borger
- 1977 – Rochus Dohn, Julius Sultan
- 1978 – Ernst Niederberger
- 1982 – Herbert Baumert
- Ernst Schappert
- Karl Metzger

### Söhne und Töchter der Gemeinde
- Julius Ferdinand Müller (1823–1899), Jurist und Politiker
- Casimir Wurster (1854–1913), Chemiker
- Friedrich Müller (1865–1941), Maschinenbauingenieur und Hochschullehrer
- Heinz Kerber (Erfinder des industriellen Reißverschlussverfahrens von Forderbändern 1974)
- Herward Koppenhöfer (* 1946), Fußballspieler
- Ludwig Ferdinand „Ferdl“ Fettig (* 1936), Deutscher Meister 1961 im Riesenslalom

### Personen, die in der Gemeinde gewirkt haben
- Ludwig Schandein (1813–1894), Pfälzer Historiker und Mundartdichter, war in Weidenthal zeitweise Volksschullehrer
- Max von Siebert (1829–1901),  Architekt und bayerischer Baubeamter, starb vor Ort